# Kejadian (Belalau)
Kejadian is een bestuurslaag in het regentschap Lampung Barat van de provincie Lampung, Indonesië. Kejadian telt 1042 inwoners (volkstelling 2010).